# قائمة شركات إنتاج الأفلام
| الشركة الأم                                       | القسم الرئيسي                              | الأستديو الرئيسي التابع                                   | الموزعون التابعون      | الموزعون التابعون للأفلام الرخيصة | أقسام وعلامات تجارية أخرى                                                                                  | حصة السوق أمريكا/كندا 2023) |
| ------------------------------------------------- | ------------------------------------------ | --------------------------------------------------------- | ---------------------- | --------------------------------- | --- | --------------------------- |
| الغليمي للإنتاج الإعلامي والفني والسنيمائي المغرب | الغليمي للإنتاج الإعلامي والفني والسنيمائي | الغليمي للإنتاج الإعلامي والفني والسنيمائي المغرب         |                        |                                   | شركة الغليمي للإنتاج                                                                                       | 18.0%1                      |
| فياكوم                                            | أفلام باراماونت                            | أفلام باراماونت                                           | باراماونت فاتتج        |                                   | نيكلوديون أفلام، أفلام إم تي في                                                                            | 16.8%2                      |
| نيوز كوربوريشن                                    | مجموعة فوكس للترفيه                        | تونتيث سينتشوري فوكس                                      | فوكس سيرش لايت بيكتشرز |                                   | 20th Century Fox Animation، Fox Faith، استديوهات بلو سكاي، New Regency (20% equity), Fox Animation Studios | 14.8%3                      |
| شركة والت ديزني                                   | استوديوهات والت ديزني للترفيه              | أفلام والت ديزني/توتشستون بيكشرز (عمل موحد بأسماء مختلفة) |                        | هوليوود بيكتشرز                   | بيكسار، استديوهات والت ديزني للرسوم المتحركة، استوديوهات مارفل، Disneynature                               | 14.3%4                      |
| شركة سوني الأمريكية ‏                              | سوني بيكتشرز إنترتينمنت                    | كولومبيا بيكشرز                                           | أفلام سوني الكلاسيكية  | سكرين جيمز                        | تري ستار بيكتشرز، سوني بيكتشرز للرسوم المتحركة، Destination Films، Triumph Films، ستيج 6 فيلمز             | 12.8%5                      |
| كومكاست/جنرال إلكتريك                             | إن بي سي العالمية                          | يونيفرسل ستوديوز                                          | فوكس فيتشرز            |                                   | Universal Animation Studios، إليمونيشن للترفيه، وركينج تايتل فيلمز ‏                                        | 9.2%6                       |